# Gaio Quinzio Claudo
Gaio Quinzio Claudo  (in latino Caius Quintius Claudus; fl. III secolo a.C.) è stato un politico romano.

## Biografia
In taluni elenchi il suo nome è riportato come Cesone (in latino: Kaeso). Di famiglia patrizia, fu eletto console per l'anno 271 a.C.. Il suo nome è noto solo per i Fasti consulares, ma non sono riportati eventi degni di nota legati al suo consolato.